# Ильяшевка (Винницкая область)
Илья́шевка (укр. Ілляшівка) — село на Украине, находится в Тростянецком районе Винницкой области.
Код КОАТУУ — 0524181801. Население по переписи 2001 года составляет 805 человек. Почтовый индекс — 24330. Телефонный код — 4343.
Занимает площадь 2,3 км².

## Адрес местного совета
24330, Винницкая область, Тростянецкий р-н, с. Ильяшевка, ул. Бр. Попиков, 65